# Tipula persegnis
Tipula persegnis är en tvåvingeart som beskrevs av Alexander 1945. Tipula persegnis ingår i släktet Tipula och familjen storharkrankar. Inga underarter finns listade i Catalogue of Life.